# Rue Emmanuel-Chauvière
La rue Emmanuel-Chauvière est une voie du 15e arrondissement de Paris, en France.

## Situation et accès
La rue Emmanuel-Chauvière est une voie publique située dans le 15e arrondissement de Paris. Elle débute au 13, rue Léontine et se termine au 40-44, rue Gutenberg.

## Origine du nom

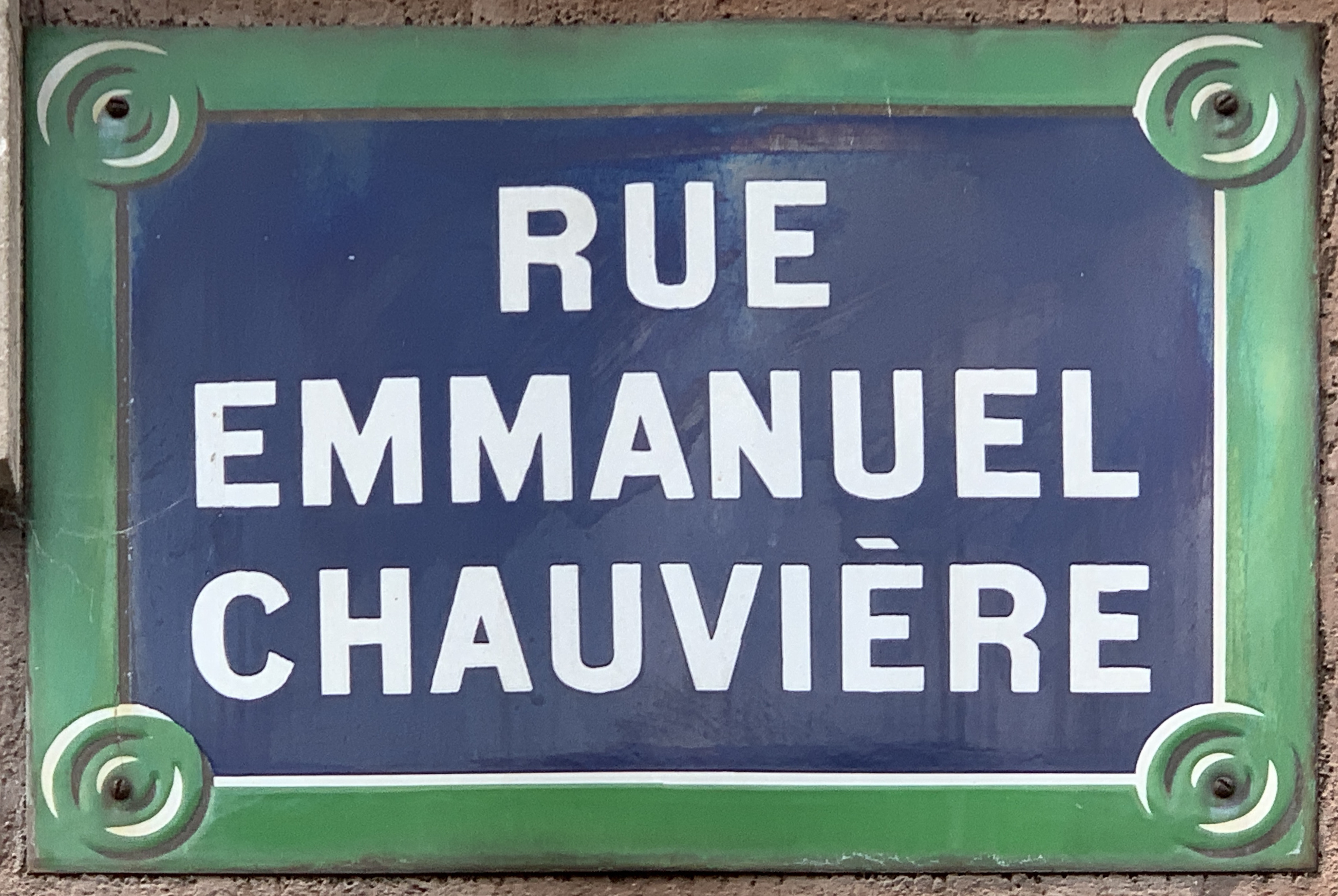
Plaque de la rue.

Elle porte le nom d'Emmanuel Chauvière (1850-1910), qui était conseiller municipal du quartier et député de l'arrondissement.

## Historique
Cette voie ouverte en 1894 sous le nom de « rue Julie-Joséphine » prend sa dénomination actuelle en 1924.